# Aeropuerto Internacional de Rodas-Diágoras
El Aeropuerto Internacional de Rodas-Diagoras (en griego: Κρατικός Αερολιμένας Ρόδου «Διαγόρας») (IATA: RHO, OACI: LGRP) está ubicado en la isla de Rodas en Grecia. El aeropuerto se encuentra a 14 km al suroeste de la ciudad de Rodas, cerca de Paradisi.
Es el cuarto aeropuerto por movimientos de Grecia y del volumen de pasajeros. El aeropuerto inició sus operaciones en 1977, año en el cual se concluyó la construcción y reemplazó al antiguo aeropuerto de Maritsa. El aeropuerto tiene una extensión de 31 000 m² y con la ampliación duplicará esta extensión. La nueva terminal, abierta en 2005, mejorará el servicio a la aerolíneas chárter. El aeropuerto está abierto todos los días del año y dispone de multitud de servicios: alquiler de coches, bancos, duty-free, cafeterías y aparcamientos a las afueras de la terminal.

## Aerolíneas y destinos
- Aegean Airlines (Atenas,  Tesalónica, Roma-Fiumicino, Tel Aviv [estacional])
- Air Haifa (Haifa)
- Austrian Airlines (Viena) [estacional]
- Condor Airlines (Dusseldorf, Fráncfort del Meno, Hanóver, Leipzig/Halle, Múnich, Stuttgart) [estacional]
- Corsairfly (París) [estacional]
- easyJet (Londres-Gatwick)
- easyJet Europe (Milán-Malpensa [estacional]
- Europe Airpost (París, Basilea, Lyon) [estacional]
- Hello (Basilea/Mulhouse, Zúrich) [estacional]
- Jet2.com (Newcastle upon Tyne, Mánchester) [estacional]
- Luxair (Luxemburgo) [estacional]
- Martinair (Ámsterdam) [estacional]
- Norwegian Air Shuttle (Oslo)
- Ryanair (Milán-Orio al Serio, Pisa, Roma Ciampino)
- Sky Express (Heraclión, Quíos, Lemnos, Mitilene, Samos, Santorini [estacional], Míkonos [estacional])
- Sun d'Or International Airlines (Tel Aviv) [estacional]
- Transavia (Ámsterdam, Róterdam, Eindhoven, Maastricht, Groningen, Twente, París (ORLY) ) [estacional]
- TUI Airlines Nederland (Ámsterdam) [estacional]
- TUI Airways (Birmingham, Cardiff, Midlands Orientales, Glasgow-Internacional, Londres-Gatwick, Londres-Luton, Londres-Stansted, Mánchester, Newcastle upon Tyne) [estacional]
- TUI fly Belgium (Bruselas, Lieja) [estacional]
- TUIfly (Basilea/Mulhouse, Berlín, Colonia/Bonn, Dusseldorf, Fráncfort del Meno, Hamburgo, Hanóver, Karlsruhe/Baden-Baden, Leipzig/Halle, Múnich, Núremberg, Stuttgart, Zweibrucken) [estacional]
- White Airways (Lisboa) [estacionales]
- Wizz Air (Budapest) [estacional]

## Estadísticas
Ver fuente y consulta Wikidata.